# Leopardus narinensis
El gato de Nariño,  gato de Galeras o tigrina roja (Leopardus narinensis)es una especie de mamífero carnívoro de la familia de los félidos. Fue descrito en 2023, basado en una sola piel recolectada en 1989.

## Etimología
El epíteto específico narinensis se refiere al Departamento de Nariño en el sur de Colombia, donde se recolectó la piel. Los nombres comunes propuestos gato de Nariño y gato de Galeras también se refieren al lugar donde fue encontrado (cerca del Volcán Galeras en el Departamento de Nariño), mientras que "tigrina roja" se refiere a su coloración marcadamente rojiza.

## Taxonomía
La piel fue recolectada por primera vez en 1989 y posteriormente donada a un instituto nacional colombiano, que luego transfirió sus colecciones biológicas al Instituto von Humboldt, donde permaneció clasificada como piel de Leopardus pardalis hasta 2001, cuando Manual Ruiz-García se fijó en ella mientras buscaba ejemplares de jaguar y puma. Lo reconoció como una especie diferente, y cuando otras autoridades en gatos sudamericanos no pudieron identificarlo, pasó las siguientes dos décadas investigando la piel.
La tigrina roja se clasifica como miembro del género Leopardus, los pequeños gatos manchados de América del Sur.

### Filogenia
Los análisis genéticos indican que el gato de Nariño se separó de otras especies de Leopardus hace entre 1,3 y 1,0 millones de años. Se observa que tanto su ADN nuclear como el mitocondrial son diferentes de todas las especies conocidas de gatos. En esas pruebas genéticas, se recuperó consistentemente como un taxón hermano del clado de gatos kodkod-Geoffroy.
|  | \| \| Leopardus wiedii \| \| \| \| \| \| Leopardus pardalis \| \| \| \| |
|  |                                                                         |
|  | Leopardus tigrinus                                                      |
|  |                                                                         |
|  | Leopardus wiedii                                                        |
|  |                                                                         |
|  | Leopardus pardalis                                                      |
|  |                                                                         |

|  | Leopardus wiedii   |
|  |                    |
|  | Leopardus pardalis |
|  |                    |

|  | \| \| Leopardus wiedii \| \| \| \| \| \| Leopardus pardalis \| \| \| \| |
|  |                                                                         |
|  | Leopardus tigrinus                                                      |
|  |                                                                         |
|  | Leopardus wiedii                                                        |
|  |                                                                         |
|  | Leopardus pardalis                                                      |
|  |                                                                         |

|  | Leopardus wiedii   |
|  |                    |
|  | Leopardus pardalis |
|  |                    |

|  | \| \| Leopardus guigna \| \| \| \| \| \| Leopardus geoffroyi \| \| \| \| |
|  |                                                                          |
|  | Leopardus narinensis                                                     |
|  |                                                                          |
|  | Leopardus guigna                                                         |
|  |                                                                          |
|  | Leopardus geoffroyi                                                      |
|  |                                                                          |

|  | Leopardus guigna    |
|  |                     |
|  | Leopardus geoffroyi |
|  |                     |

|  | \| \| Leopardus wiedii \| \| \| \| \| \| Leopardus pardalis \| \| \| \| |
|  |                                                                         |
|  | Leopardus tigrinus                                                      |
|  |                                                                         |
|  | Leopardus wiedii                                                        |
|  |                                                                         |
|  | Leopardus pardalis                                                      |
|  |                                                                         |

|  | Leopardus wiedii   |
|  |                    |
|  | Leopardus pardalis |
|  |                    |

|  | \| \| Leopardus wiedii \| \| \| \| \| \| Leopardus pardalis \| \| \| \| |
|  |                                                                         |
|  | Leopardus tigrinus                                                      |
|  |                                                                         |
|  | Leopardus wiedii                                                        |
|  |                                                                         |
|  | Leopardus pardalis                                                      |
|  |                                                                         |

|  | Leopardus wiedii   |
|  |                    |
|  | Leopardus pardalis |
|  |                    |

|  | \| \| Leopardus guigna \| \| \| \| \| \| Leopardus geoffroyi \| \| \| \| |
|  |                                                                          |
|  | Leopardus narinensis                                                     |
|  |                                                                          |
|  | Leopardus guigna                                                         |
|  |                                                                          |
|  | Leopardus geoffroyi                                                      |
|  |                                                                          |

|  | Leopardus guigna    |
|  |                     |
|  | Leopardus geoffroyi |
|  |                     |

## Características
El gato Galeras, como otras tigrinas, es un pequeño gato moteado, pero a diferencia el color base de su pelaje es más rojizo que el de otras especies de tigrinas. Las rosetas son negras pero con una coloración roja aún más intensa en el interior. La parte superior de la cabeza y la cresta dorsal son más oscuras. El cuerpo es más corto y más robusto, y la cabeza es más redonda y ancha, la cara más plana. El pelaje es más denso y lanudo.

## Distribución y hábitat
El holotipo y único espécimen fue colectado del páramo del Volcán Galeras en el sur de Colombia, a 3100 metros sobre el nivel del mar. La región tiene un alto nivel de endemismo debido a su aislamiento durante los cambios climáticos ocurridos a finales del Pleistoceno.
No ha sido registrado por las cámaras trampa que han estado presentes en el sur de Colombia desde 2018, y es posible que la especie ya esté casi (o incluso totalmente) extinta.